# هکستون
هکستون (به انگلیسی: Hasketon) یک روستا و محله مدنی در بریتانیا است که در Suffolk Coastal واقع شده‌است. هکستون ۴۰۲ نفر جمعیت دارد.